# Hemerodromia basalis
Hemerodromia basalis är en tvåvingeart som beskrevs av Smith 1969. Hemerodromia basalis ingår i släktet Hemerodromia och familjen dansflugor. Inga underarter finns listade i Catalogue of Life.